# بخش هوشیارپور
بخش هوشیارپور (به انگلیسی: Hoshiarpur district) یک بخش در هند است که در پنجاب واقع شده‌است. بخش هوشیارپور ۳٬۳۶۵ کیلومتر مربع مساحت و ۱٬۵۸۶٬۶۲۵ نفر جمعیت دارد.